# X Factor (Italia) (sedicesima edizione)
La sedicesima edizione del talent show musicale X Factor è andata in onda in prima serata su Sky Uno e Now dal 15 settembre all'8 dicembre 2022 per tredici puntate.
Si  tratta della dodicesima edizione prodotta e trasmessa da Sky Italia, condotta per la prima volta da Francesca Michielin, che subentra a Ludovico Tersigni, impegnato con le riprese della quinta stagione di Skam Italia.
La giuria è stata totalmente rinnovata rispetto all'edizione precedente e vede il ritorno di Fedez, affiancato dai nuovi giudici Ambra Angiolini, Dargen D'Amico e Rkomi.
Quest'anno, oltre a Hot Factor, viene introdotto anche Ante Factor, solitamente in uso solamente durante la finale del programma, con la conduzione di Paola Di Benedetto.
L'edizione è stata vinta dal duo Santi Francesi, componente della squadra capitanata da Rkomi.

## Trasmissione
Il programma è andato in onda il giovedì sul canale satellitare Sky Uno (e in streaming su Now) con replica su TV8 dalla prima puntata fino alla semifinale il mercoledì successivo (6 giorni dopo). Per la prima volta, dopo alcune edizioni, la prima puntata di audizioni non è stata trasmessa in simulcast su entrambi i canali.
Il programma, dopo due anni di restrizioni, è tornato ad accogliere il pubblico sin dalle audizioni, che son state registrate per la prima volta presso l'Allianz Cloud di Milano.
Come l'anno precedente, non vi saranno le categorie Under Uomini, Under Donne, Over e Gruppi.

## Selezioni

### Casting
A causa delle restrizioni legate alla pandemia di COVID-19, anche in questa edizione i casting non si sono svolti in giro per l'Italia, come di consueto, ma solo online.

### Audizioni
La seconda fase dei casting prevede le audizioni, nelle quali gli aspiranti cantanti si esibiscono avanti ai quattro giudici, e dopo due anni torna anche il pubblico, come avvenuto in tutte le altre edizioni del programma targate Sky, sempre a causa del COVID-19. Per la prima volta, le registrazioni si sono tenute all'interno dell'Allianz Cloud di Milano il 4, 5, 7, 8 e 12 giugno 2022.

### Bootcamp
La terza fase dei casting prevede i Bootcamp. I concorrenti che hanno superato le audizioni vengono divisi in quattro gruppi da 12 artisti ciascuno, uno per ogni giudice, e si sfidano per entrare nel Roster del proprio giudice che proseguirà la corsa verso l'ultima fase.
I Bootcamp avvengono tramite la consueta Sfida delle 4 Sedie in cui i concorrenti devono fare in modo di accaparrarsi un posto per la fase successiva e non venire rimpiazzati da un nuovo contendente; ogni giudice può formare liberamente il proprio roster, con l'unico vincolo di dover scegliere almeno un cantante solista e almeno una band. 
Le due puntate dei Bootcamp sono state registrate anch'esse all'Allianz Cloud di Milano nelle giornate 25 e il 26 giugno 2022.
| Giudice         | Artisti eliminati ai Bootcamp | Artisti eliminati ai Bootcamp          | Artisti eliminati ai Bootcamp | Artisti eliminati ai Bootcamp | Artisti eliminati ai Bootcamp | Artisti eliminati ai Bootcamp       |
| --------------- | ----------------------------- | -------------------------------------- | ----------------------------- | ----------------------------- | ----------------------------- | ----------------------------------- |
| Rkomi           | Elephants In The Room         | Moise                                  | Oh Baro (Alessandro Baroni)   | Lina Lane                     | Bons (Martina Bonsignore)     | Clemente Guidi                      |
| Fedez           | Abbie (Alessandra Benedetti)  | Deshedus                               | Lost Kids                     | Luca Fol (Luca Fallini)       | Sechi (Michele Sechi)         | Omy (Omar Ahmed)                    |
| Dargen D'Amico  | Francesco Giuliani            | Calibri (Giacomo Paris)                | Tigri da Soggiorno            | NoyezNo (Luigi Baldi)         | Ascanio (Andrea Ascanio)      | STT                                 |
| Ambra Angiolini | Gemini Blue                   | John Bringwolves (Giovanni Portaluppi) | Iosonogiuls (Giulia Di Capua) | Colin Macdonald               | Hate Moss                     | Holy Francisco (Francesco Guarnera) |

### Last call
In questa edizione viene introdotta questa quarta ed ultima fase dei casting, già presente nella quattordicesima edizione, andando ad archiviare la fase "Home Visit". Anche questa puntata è stata registrata all'Allianz Cloud di Milano nell'unica giornata del 10 luglio 2022: in questa puntata dei Last Call, gli Omini e i Disco Club Paradiso non si esibiscono perché sono passati già direttamente ai live, visto che nelle due precedenti puntate dei bootcamp Fedez e Dargen D'Amico li fanno passare direttamente già ai live.
| Giudice         | Artisti eliminati ai Last Call | Artisti eliminati ai Last Call | Artisti eliminati ai Last Call     |
| --------------- | ------------------------------ | ------------------------------ | ---------------------------------- |
| Rkomi           | The Violet End                 | Delì Lin                       | Manal (Manel Harchiche)            |
| Fedez           | Wiam Ait Bakrim                | Zani (Marco Zanini)            | Filricchiardi (Filippo Ricchiardi) |
| Dargen D'Amico  | Prim (Irene Pignatti)          | Cinzia (Cinzia Zaccaroni)      | Marla (Martina Baldaccini)         |
| Ambra Angiolini | Nervi                          | Talea (Cecilia Quaranta)       | Inverno (Francesca Rigoni)         |

## Finalisti
In questo spazio sono elencati i cantanti approdati alla prima puntata live del programma.
Legenda
- Vincitore
- Secondo classificato

- Terzo classificato
- Quarto classificato

- Semifinalista

- Eliminati

| Roster          | Cantanti                                  | Cantanti                           | Cantanti                       | Cantanti |
| --------------- | ----------------------------------------- | ---------------------------------- | ------------------------------ | -------- |
| Rkomi           | Santi Francesi                            | Joėlle (Giorgia Turcato)           | Iako (Jacopo Rossetto)         |          |
| Fedez           | Linda (Linda Riverditi)                   | Omini                              | Dadà (Gaia Eleonora Cipollaro) |          |
| Dargen D'Amico  | Beatrice Quinta (Beatrice Maria Visconti) | Disco Club Paradiso                | Matteo Orsi                    |          |
| Ambra Angiolini | Tropea                                    | Lucrezia (Lucrezia Maria Fioritti) | Matteo Siffredi                |          |

## Dettaglio delle puntate

### Tabella delle eliminazioni
- Ambra Angiolini
- Fedez

- Dargen D'Amico
- Rkomi

|                |                     | 1ª puntata                              | 1ª puntata                              | 2ª puntata                   | 2ª puntata                   | 3ª puntata              | 3ª puntata              | 3ª puntata              | 4ª puntata             | 4ª puntata             | 5ª puntata                      | 5ª puntata                      | Semifinale             | Finale                     | Finale                   | Finale                               | Finale                 |                        |
| I              | II                  | I                                       | II                                      | I                            | II                           | B                       | I                       | II                      | I                      | II                     | I e II                          | I                               | II                     | III                        | Totale                   |                                      |                        |                        |
| -------------- | ------------------- | --------------------------------------- | --------------------------------------- | ---------------------------- | ---------------------------- | ----------------------- | ----------------------- | ----------------------- | ---------------------- | ---------------------- | ------------------------------- | ------------------------------- | ---------------------- | -------------------------- | ------------------------ | ------------------------------------ | ---------------------- | ---------------------- |
|                | Santi Francesi      | N.D.                                    | 1° 31,89%                               | 1° 37,02%                    | N.D.                         | N.D.                    | 1° 30,21%               | N.D.                    | 1º 21,90%              | 1° 18,99%              | 1° 22,79%                       | 1° 23,90%                       | 2° 24,9%               | 1° 32,85%                  | 1° 28,59%                | 2° 29,29%                            | Vincitori 30,01%       |                        |
|                | Beatrice Quinta     | N.D.                                    | 5° 12,35%                               | 4° 12,86%                    | N.D.                         | N.D.                    | 3° 23,85%               | N.D.                    | 2º 17,75%              | 2° 16,59%              | 2° 16,88%                       | 2° 20,27%                       | 1° 25,6%               | 2° 25,96%                  | 3° 26,15%                | 1° 33,05%                            | Seconda 28,48%         |                        |
|                | Linda               | N.D.                                    | 2° 20,78%                               | 2° 19,53%                    | N.D.                         | N.D.                    | 2° 24,81%               | N.D.                    | 3º 12,58%              | 5° 11,29%              | 4° 12,59%                       | 3° 17,29%                       | 3° 17,9%               | 3° 24,45%                  | 2° 27,38%                | 3° 20,50%                            | Terza 24,19%           |                        |
|                | Tropea              | N.D.                                    | 4° 13,05%                               | 6° 7,99%                     | N.D.                         | N.D.                    | 4° 10,97%               | 28,86%                  | 7º 7,64%               | 7º 8,85%               | 5° 12,32%                       | 5° 13,06%                       | 4° 17,8%               | 4° 16,74%                  | 4° 17,87%                | 4° 17,16%                            | Quarti 17,31%          |                        |
|                | Omini               | 1° 25,43%                               | N.D.                                    | N.D.                         | 1° 32,28%                    | 1° 26,68%               | N.D.                    | N.D.                    | 5º 12,36%              | 4° 12,58%              | 3° 13,00%                       | 4° 13,86%                       | 5° 13,6%               | Eliminati (Semifinale)     | Eliminati (Semifinale)   | Eliminati (Semifinale)               | Eliminati (Semifinale) | Eliminati (Semifinale) |
|                | Disco Club Paradiso | 2° 21,29%                               | N.D.                                    | N.D.                         | 3° 18,73%                    | 2° 20,53%               | N.D.                    | N.D.                    | 4º 12,43%              | 3° 12,76%              | 6° 12,04%                       | 6° 11,63%                       | Eliminati (5ª puntata) | Eliminati (5ª puntata)     | Eliminati (5ª puntata)   | Eliminati (5ª puntata)               | Eliminati (5ª puntata) |                        |
|                | Joėlle              | N.D.                                    | 3° 16,60%                               | N.D.                         | 2° 20,93%                    | 4° 18,30%               | N.D.                    | 29,16%                  | 8º 7,39%               | 6° 10,90%              | 7° 11,16%                       | Eliminata (5ª puntata)          | Eliminata (5ª puntata) | Eliminata (5ª puntata)     | Eliminata (5ª puntata)   | Eliminata (5ª puntata)               | Eliminata (5ª puntata) |                        |
|                | Lucrezia            | 6° 11,16%                               | N.D.                                    | N.D.                         | 4° 15,50%                    | 3° 18,66%               | N.D.                    | N.D.                    | 6º 7,97%               | 8º 8,05%               | Eliminata (4ª puntata)          | Eliminata (4ª puntata)          | Eliminata (4ª puntata) | Eliminata (4ª puntata)     | Eliminata (4ª puntata)   | Eliminata (4ª puntata)               | Eliminata (4ª puntata) |                        |
|                | Matteo Orsi         | 3° 14,96%                               | N.D.                                    | 5° 9,43%                     | N.D.                         | N.D.                    | 5° 10,16%               | 22,51%                  | Eliminato (3ª puntata) | Eliminato (3ª puntata) | Eliminato (3ª puntata)          | Eliminato (3ª puntata)          | Eliminato (3ª puntata) | Eliminato (3ª puntata)     | Eliminato (3ª puntata)   | Eliminato (3ª puntata)               | Eliminato (3ª puntata) |                        |
|                | Dadà                | 5° 13,33%                               | N.D.                                    | 3° 13,17%                    | N.D.                         | 5° 15,83%               | N.D.                    | 19,46%                  | Eliminata (3ª puntata) | Eliminata (3ª puntata) | Eliminata (3ª puntata)          | Eliminata (3ª puntata)          | Eliminata (3ª puntata) | Eliminata (3ª puntata)     | Eliminata (3ª puntata)   | Eliminata (3ª puntata)               | Eliminata (3ª puntata) |                        |
|                | Iako                | 4° 13,83%                               | N.D.                                    | N.D.                         | 5° 12,55%                    | Eliminato (2ª puntata)  | Eliminato (2ª puntata)  | Eliminato (2ª puntata)  | Eliminato (2ª puntata) | Eliminato (2ª puntata) | Eliminato (2ª puntata)          | Eliminato (2ª puntata)          | Eliminato (2ª puntata) | Eliminato (2ª puntata)     | Eliminato (2ª puntata)   | Eliminato (2ª puntata)               | Eliminato (2ª puntata) |                        |
|                | Matteo Siffredi     | N.D.                                    | 6° 5,32%                                | Eliminato (1ª puntata)       | Eliminato (1ª puntata)       | Eliminato (1ª puntata)  | Eliminato (1ª puntata)  | Eliminato (1ª puntata)  | Eliminato (1ª puntata) | Eliminato (1ª puntata) | Eliminato (1ª puntata)          | Eliminato (1ª puntata)          | Eliminato (1ª puntata) | Eliminato (1ª puntata)     | Eliminato (1ª puntata)   | Eliminato (1ª puntata)               | Eliminato (1ª puntata) |                        |
| Ultimo scontro | Ultimo scontro      | Lucrezia Matteo Siffredi                | Lucrezia Matteo Siffredi                | Tropea Iako                  | Tropea Iako                  | Tropea Matteo Orsi      | Tropea Matteo Orsi      | Tropea Matteo Orsi      | Lucrezia Tropea        | Lucrezia Tropea        | Disco Club Paradiso Tropea      | Disco Club Paradiso Tropea      | Omini Tropea           |                            |                          |                                      |                        |                        |
|                | Voto di Ambra       | Matteo Siffredi                         | Matteo Siffredi                         | Iako                         | Iako                         | Matteo Orsi             | Matteo Orsi             | Matteo Orsi             | -                      | -                      | Tropea                          | Tropea                          | Omini                  |                            |                          |                                      |                        |                        |
|                | Voto di Dargen      | Matteo Siffredi                         | Matteo Siffredi                         | Tropea                       | Tropea                       | Tropea                  | Tropea                  | Tropea                  | Lucrezia               | Lucrezia               | Disco Club Paradiso             | Disco Club Paradiso             | Omini                  |                            |                          |                                      |                        |                        |
|                | Voto di Fedez       | Lucrezia                                | Lucrezia                                | Iako                         | Iako                         | -                       | -                       | -                       | Tropea                 | Tropea                 | Disco Club Paradiso             | Disco Club Paradiso             | Tropea                 |                            |                          |                                      |                        |                        |
|                | Voto di Rkomi       | Lucrezia                                | Lucrezia                                | Tropea                       | Tropea                       | Matteo Orsi             | Matteo Orsi             | Matteo Orsi             | Lucrezia               | Lucrezia               | Disco Club Paradiso             | Disco Club Paradiso             | Omini                  |                            |                          |                                      |                        |                        |
| Eliminati      | Eliminati           | Matteo Siffredi 2 voti su 4 TILT 23,70% | Matteo Siffredi 2 voti su 4 TILT 23,70% | Iako 2 voti su 4 TILT 43,11% | Iako 2 voti su 4 TILT 43,11% | Dadà ultima al televoto | Dadà ultima al televoto | Dadà ultima al televoto | Lucrezia 3 voti su 4   | Lucrezia 3 voti su 4   | Joėlle ultima al televoto       | Joėlle ultima al televoto       | Omini 3 voti su 4      | Tropea Quarti Classificati | Linda Terza Classificata | Beatrice Quinta Seconda Classificata |                        |                        |
| Eliminati      | Eliminati           | Matteo Siffredi 2 voti su 4 TILT 23,70% | Matteo Siffredi 2 voti su 4 TILT 23,70% | Iako 2 voti su 4 TILT 43,11% | Iako 2 voti su 4 TILT 43,11% | Matteo Orsi 3 voti su 4 | Matteo Orsi 3 voti su 4 | Matteo Orsi 3 voti su 4 | Lucrezia 3 voti su 4   | Lucrezia 3 voti su 4   | Disco Club Paradiso 3 voti su 4 | Disco Club Paradiso 3 voti su 4 | Omini 3 voti su 4      | Tropea Quarti Classificati | Linda Terza Classificata | Beatrice Quinta Seconda Classificata |                        |                        |

### Prima puntata
- Data: 27 ottobre 2022
- Ospiti: Elisa e Dardust
- Canzoni cantate dagli ospiti: Come te nessuno mai (Concertos) e Palla al centro (Concertos) (Elisa con Dardust), Duality (Dardust)
- Opening: Francesca Michielin con i giudici e canta solo lei le canzoni (...Ready for It? di Taylor Swift, Can't Stop dei Red Hot Chili Peppers, Green Light di Lorde, All the Small Things dei Blink-182 con Fedez)

| Ordine       | Cantante            | Giudice | Cover                                                       | Risultato |
| ------------ | ------------------- | ------- | ----------------------------------------------------------- | --------- |
| 1            | Omini               | Fedez   | Blitzkrieg Bop (Ramones)                                    | Salvi     |
| 2            | Iako                | Rkomi   | Un'estate fa (Franco Califano)                              | Salvo     |
| 3            | Disco Club Paradiso | Dargen  | Stand by Me (Ben E. King)                                   | Salvi     |
| 4            | Lucrezia            | Ambra   | Can't Take My Eyes Off You (Frankie Valli)                  | Ultima    |
| 5            | Matteo Orsi         | Dargen  | Il posto più freddo (I Cani)                                | Salvo     |
| 6            | Dadà                | Fedez   | Caravan petrol (Renato Carosone)/Pua (Dengue Dengue Dengue) | Salva     |
|              |                     |         |                                                             |           |
| 7            | Linda               | Fedez   | Escluso il cane (Rino Gaetano)                              | Salva     |
| 8            | Matteo Siffredi     | Ambra   | Ancora ancora ancora (Mina)                                 | Ultimo    |
| 9            | Santi Francesi      | Rkomi   | Standing in the Way of Control/Heavy Cross (Gossip)         | Salvi     |
| 10           | Beatrice Quinta     | Dargen  | Believe (Cher)                                              | Salva     |
| 11           | Joėlle              | Rkomi   | I'm with You (Avril Lavigne)                                | Salva     |
| 12           | Tropea              | Ambra   | Asilo "Republic" (Vasco Rossi)                              | Salvi     |
| Ballottaggio |                     |         |                                                             |           |
| 1            | Lucrezia            | Ambra   | Teardrop (Massive Attack)                                   | Salva     |
| 2            | Matteo Siffredi     | Ambra   | L'appuntamento (Ornella Vanoni)                             | Eliminato |

Voto per i giudici per il ballottaggio
- Dargen: Matteo Siffredi;
- Ambra: Matteo Siffredi; Chiedendo agli altri giudici di andare al TILT
- Rkomi: Lucrezia;
- Fedez: Lucrezia;

I giudici si accordano per andare al TILT, decretando l'eliminazione di Matteo Siffredi.

### Seconda puntata
- Data: 3 novembre 2022
- Ospite: Morgan
- Canzoni cantate dall'ospite: Altrove, Space Oddity (Morgan)
- Tema della puntata: MTV Generation
- Medley di apertura dei concorrenti: (Video Killed the Radio Star dei The Buggles)

| Ordine       | Cantante            | Giudice | Cover                                     | Risultato |
| ------------ | ------------------- | ------- | ----------------------------------------- | --------- |
| 1            | Beatrice Quinta     | Dargen  | Tutti i miei sbagli (Subsonica)           | Salva     |
| 2            | Tropea              | Ambra   | Ray of Light (Madonna)                    | Ultimi    |
| 3            | Santi Francesi      | Rkomi   | Creep (Radiohead)                         | Salvi     |
| 4            | Dadà                | Fedez   | Toxic (Britney Spears)                    | Salva     |
| 5            | Matteo Orsi         | Dargen  | Take on Me (a-ha)                         | Salvo     |
| 6            | Linda               | Fedez   | Chasing Cars (Snow Patrol)                | Salva     |
|              |                     |         |                                           |           |
| 7            | Iako                | Rkomi   | Hyper-ballad (Björk)                      | Ultimo    |
| 8            | Disco Club Paradiso | Dargen  | Salirò (Daniele Silvestri)                | Salvi     |
| 9            | Lucrezia            | Ambra   | Barbie Girl (Aqua)                        | Salva     |
| 10           | Omini               | Fedez   | No Sleep till Brooklyn (Beastie Boys)     | Salvi     |
| 11           | Joėlle              | Rkomi   | Destinazione Paradiso (Gianluca Grignani) | Salva     |
| Ballottaggio |                     |         |                                           |           |
| 1            | Tropea              | Ambra   | Insieme a te sto bene (Lucio Battisti)    | Salvi     |
| 2            | Iako                | Rkomi   | Il mondo (Jimmy Fontana)                  | Eliminato |

Voto per i giudici per il ballottaggio
- Dargen: Tropea; apprezzando il talento di Iako, ritenendo il suo inedito il migliore dell'edizione
- Ambra: Iako; per salvare il suo gruppo i Tropea
- Rkomi: Tropea; per salvare il suo artista Iako
- Fedez: Iako; per come ha cantato durante la puntata

I giudici non trovano un accordo, quindi si va al TILT, decretando l'eliminazione di Iako.

### Terza puntata
- Data: 10 novembre 2022
- Ospiti: Yungblud e Sangiovanni
- Canzoni cantate dagli ospiti: Fluo (Sangiovanni), God Only Knows, Tissues (Yungblud)
- Particolarità della puntata: HELL  FACTOR (doppia eliminazione)

| Ordine                                | Cantante            | Giudice | Cover                                                       | Risultato |
| ------------------------------------- | ------------------- | ------- | ----------------------------------------------------------- | --------- |
| 1                                     | Disco Club Paradiso | Dargen  | Laura non c'è (Nek)                                         | Salvi     |
| 2                                     | Joėlle              | Rkomi   | Summertime Sadness (Lana Del Rey)                           | Ultimi 2  |
| 3                                     | Omini               | Fedez   | Brianstorm (Arctic Monkeys)                                 | Salvi     |
| 4                                     | Lucrezia            | Ambra   | Insieme a te non ci sto più (Caterina Caselli)              | Salva     |
| 5                                     | Dadà                | Fedez   | I' te vurria vasà (Eduardo Di Capua)                        | Ultimi 2  |
|                                       |                     |         |                                                             |           |
| 6                                     | Linda               | Fedez   | Still Don't Know My Name (Labrinth)                         | Salva     |
| 7                                     | Beatrice Quinta     | Dargen  | Fiori rosa fiori di pesco (Lucio Battisti)                  | Salva     |
| 8                                     | Tropea              | Ambra   | Luna (Verdena)                                              | Ultimi 2  |
| 9                                     | Santi Francesi      | Rkomi   | Ti voglio (Ornella Vanoni)                                  | Salvi     |
| 10                                    | Matteo Orsi         | Dargen  | Mi sono innamorato di te (Luigi Tenco)                      | Ultimi 2  |
| Ballottaggio                          |                     |         |                                                             |           |
| 1                                     | Joėlle              | Rkomi   | People Help the People (Cherry Ghost)                       | Salva     |
| 2                                     | Dadà                | Fedez   | Caravan petrol (Renato Carosone)/Pua (Dengue Dengue Dengue) | Eliminata |
| 3                                     | Tropea              | Ambra   | Insieme a te sto bene (Lucio Battisti)                      | Spareggio |
| 4                                     | Matteo Orsi         | Dargen  | En e Xanax (Samuele Bersani)                                | Spareggio |
| Spareggio per la seconda eliminazione |                     |         |                                                             |           |
| 1                                     | Tropea              | Ambra   | Salvi                                                       | Salvi     |
| 2                                     | Matteo Orsi         | Dargen  | Eliminato                                                   | Eliminato |

Voto per i giudici per il ballottaggio
- Dargen: Tropea; per salvare il suo artista Matteo Orsi
- Ambra: Matteo Orsi; per salvare il suo gruppo i Tropea
- Rkomi: Matteo Orsi;
- Fedez: anche lui avrebbe eliminato Matteo Orsi.

### Quarta puntata
- Data: 17 novembre 2022
- Ospiti: Giorgia e Alessandro Cattelan
- Canzoni cantate dall'ospite: Oronero, Normale (Giorgia)
- Particolarità della puntata: serata degli inediti.
- Meccanismo: dopo aver ascoltato i primi quattro artisti, viene stilata una prima classifica ufficiale. La classifica viene rivista una volta che tutti gli otto concorrenti si sono esibiti. Una volta stilata la classifica finale degli inediti, si apre un nuovo televoto flash che, sommato alla precedente classifica, decreta chi avrà l’accesso al quinto live e chi invece dovrà andare al ballottaggio.
- Opening: Ritorno di Alessandro Cattelan a X Factor

| Ordine       | Cantante            | Giudice      | Inediti (Autori)                                               | Risultato                 | Risultato | Risultato |
| Ordine       | Cantante            | Giudice      | Inediti (Autori)                                               | Primo                     | Secondo   | Terzo     |
| ------------ | ------------------- | ------------ | -------------------------------------------------------------- | ------------------------- | --------- | --------- |
| 1            | Beatrice Quinta     | Dargen       | Se$$o (B. Visconti, A. Debernardi, G. Nenna)                   | Seconda                   | Seconda   | Salva     |
| 2            | Tropea              | Ambra        | Cringe Inferno (D. Finizio, C. Damiano, L. Pisoni, P. Selvini) | Quarti                    | Settimi   | Penultimi |
| 3            | Linda               | Fedez        | Fiori sui balconi (Bnkr44, I. Sinigaglia)                      | Terza                     | Terza     | Salva     |
| 4            | Santi Francesi      | Rkomi        | Non è così male (A. De Santis, M. Francese)                    | Primi                     | Primi     | Salvi     |
|              |                     |              |                                                                |                           |           |           |
| 5            | Lucrezia            | Ambra        | Molecole (Lucrezia Fioritti)                                   |                           | Sesta     | Ultima    |
| 6            | Omini               | Fedez        | Matto (A. Appino, F. Pagni)                                    | Quinti                    | Salvi     |           |
| 7            | Joėlle              | Rkomi        | Sopravvissuti (Arashi, G. Lubrano, M. Grilli, F. Fugazza)      | Ottava                    | Salva     |           |
| 8            | Disco Club Paradiso | Dargen       | DCP (L. Bergonzini, G. Semenzato, O. Stuppioni, A. Murineddu)  | Quarti                    | Salvi     |           |
|              |                     |              |                                                                |                           |           |           |
| Ballottaggio | Ballottaggio        | Ballottaggio | Ballottaggio                                                   | Ballottaggio              | Risultato | Risultato |
| 1            | Tropea              | Ambra        | Luna (Verdena)                                                 | Luna (Verdena)            | Salvi     | Salvi     |
| 2            | Lucrezia            | Ambra        | Teardrop (Massive Attack)                                      | Teardrop (Massive Attack) | Eliminata | Eliminata |

Voto per i giudici per il ballottaggio
- Dargen: Lucrezia;
- Ambra: non vota, in quanto ultima del giro al tavolo dei giudici, il suo voto non avrebbe cambiato le sorti dell'eliminazione.
- Rkomi: Lucrezia;
- Fedez: Tropea.

### Quinta puntata
- Data: 24 novembre 2022
- Ospiti: Lazza e Rosa Linn
- Canzoni cantate dagli ospiti: Panico (Concertos) (Lazza), Snap (Rosa Linn)
- Particolarità della puntata: manche giostra e manche orchestrale.
- Meccanismo: anche in questa puntata vi sono due eliminazioni, una alla fine della prima manche e una alla fine della seconda.
- Opening: in smart con Sky Glass (con la canzone Wrong Party di Elenoir).

| Ordine             | Cantante            | Giudice        | Cover                                         | Risultato      |
| Manche Giostra     | Manche Giostra      | Manche Giostra | Manche Giostra                                | Manche Giostra |
| ------------------ | ------------------- | -------------- | --------------------------------------------- | -------------- |
| 1                  | Disco Club Paradiso | Dargen         | Salirò (Daniele Silvestri)                    | Salvi          |
| 2                  | Joėlle              | Rkomi          | I'm with You (Avril Lavigne)                  | Eliminata      |
| 3                  | Omini               | Fedez          | No Sleep till Brooklyn (Beastie Boys)         | Salvi          |
| 4                  | Beatrice Quinta     | Dargen         | Fiori rosa fiori di pesco (Lucio Battisti)    | Salva          |
| 5                  | Santi Francesi      | Rkomi          | Creep (Radiohead)                             | Salvi          |
| 6                  | Linda               | Fedez          | Chasing Cars (Snow Patrol)                    | Salva          |
| 7                  | Tropea              | Ambra          | Asilo "Republic" (Vasco Rossi)                | Salvi          |
|                    |                     |                |                                               |                |
| Manche Orchestrale |                     |                |                                               |                |
| 1                  | Omini               | Fedez          | Bitter Sweet Symphony (The Verve)             | Salvi          |
| 2                  | Disco Club Paradiso | Dargen         | Cuore matto (Little Tony)                     | Ultimi 2       |
| 3                  | Linda               | Fedez          | Running Up That Hill (Kate Bush)              | Salva          |
| 4                  | Tropea              | Ambra          | Song to Say Goodbye (Placebo)                 | Ultimi 2       |
| 5                  | Santi Francesi      | Rkomi          | Somebody That I Used to Know (Gotye e Kimbra) | Salvi          |
| 6                  | Beatrice Quinta     | Dargen         | Don't Stop Believin' (Journey)                | Salva          |
| Ballottaggio       |                     |                |                                               |                |
| 1                  | Disco Club Paradiso | Dargen         | Svalutation (Adriano Celentano)               | Eliminati      |
| 2                  | Tropea              | Ambra          | Luna (Verdena)                                | Salvi          |

Voto per i giudici per il ballottaggio
- Dargen: Disco Club Paradiso;
- Ambra: Tropea;
- Rkomi: Disco Club Paradiso, rimanendo coerente sulla preferenza verso i Tropea durante il corso delle puntate;
- Fedez: Disco Club Paradiso, apprezzando ancora una volta i Tropea.

### Sesta puntata (Semifinale)
- Data: 1º dicembre 2022
- Ospiti: Tananai, Kae Tempest, Donatella Rettore, Morgan, Coma_Cose, Federico Zampaglione, Baustelle
- Canzoni cantate dagli ospiti: Grace, More Pressure (Kae Tempest), Quelli Come Noi, Abissale (Tananai)
- Particolarità della puntata: manche feat e manche hype
- Meccanismo: dopo le due manche, i due meno votati andranno al ballottaggio. Ci sarà una sola eliminazione.

| Ordine       | Cantante        | Giudice | Manche Feat                                              | Risultato |
| ------------ | --------------- | ------- | -------------------------------------------------------- | --------- |
| 1            | Omini           | Fedez   | Charlie fa surf (Baustelle)                              | /         |
| 2            | Tropea          | Ambra   | Lamette (Donatella Rettore)                              | /         |
| 3            | Linda           | Fedez   | Per me è importante (Tiromancino - Federico Zampaglione) | /         |
| 4            | Santi Francesi  | Rkomi   | Fiamme negli occhi (Coma_Cose)                           | /         |
| 5            | Beatrice Quinta | Dargen  | La crisi (Bluvertigo - Morgan)                           | /         |
|              |                 |         |                                                          |           |
| Ordine       | Cantante        | Giudice | Manche Hype                                              | Risultato |
| 1            | Linda           | Fedez   | Waves (Dean Lewis)                                       | Salva     |
| 2            | Tropea          | Ambra   | Qualcosa di grande (Lùnapop)                             | Ultimi 2  |
| 3            | Beatrice Quinta | Dargen  | Teorema (Marco Ferradini)                                | Salva     |
| 4            | Omini           | Fedez   | Song 2 (Blur)                                            | Ultimi 2  |
| 5            | Santi Francesi  | Rkomi   | When You Were Young (The Killers)                        | Salvi     |
| Ballottaggio |                 |         |                                                          |           |
| 1            | Tropea          | Ambra   | Asilo "Republic" (Vasco Rossi)                           | Salvi     |
| 2            | Omini           | Fedez   | My Generation (The Who)                                  | Eliminati |

Voto per i giudici per il ballottaggio
- Dargen: Omini;
- Ambra: Omini, per salvare il suo gruppo i Tropea.
- Rkomi: Omini;
- Fedez: Tropea, per salvare il suo gruppo gli Omini e chiedendo agli altri giudici la possibilità del Tilt (rivelato all'inizio dell'Hot Factor).

### Settima puntata (Finale)
- Data: 8 dicembre 2022
- Ospiti: Pinguini Tattici Nucleari, Meduza
- Canzoni cantate dagli ospiti: Bad Memories, Lose Control, Paradise, Piece of Your Heart, Tell It to My Heart (Meduza), Occhi grandi grandi, Nessun grado di separazione, Vulcano, Magnifico (Francesca Michielin), Giovani Wannabe, Ricordi (Pinguini Tattici Nucleari), Mare che non sei, Paradiso vs. Inferno (Interlude), Insuperabile (Rkomi), Bella storia, Sapore, Crisi di stato (Fedez), Patatine, Ubriaco di te, Dove si balla (Dargen D'Amico), T'appartengo (Ambra Angiolini)
- Particolarità della puntata: Duetti con Francesca Michielin, Best of - Canzoni, Inediti e vincitore di X Factor 2022
- Meccanismo: tutti e 4 i finalisti si esibiscono in tutte le tre manche e i voti di tutte le tre manche vengono sommati per decretare il vincitore di X Factor 2022, ci sono anche i due meno votati nei due risultati parziali nelle due manche. Il meccanismo prevedeva inizialmente un'eliminazione per manche, ma è stato cambiato poco prima dell'inizio della puntata.

| Ordine | Cantante        | Giudice | Duetto con Francesca Michielin                                 | Risultato   |
| ------ | --------------- | ------- | -------------------------------------------------------------- | ----------- |
| 1      | Beatrice Quinta | Dargen  | Acida (Prozac+)                                                |             |
| 2      | Santi Francesi  | Rkomi   | California (Phantom Planet)                                    |             |
| 3      | Tropea          | Ambra   | Somebody to Love (Jefferson Airplane)                          | Meno Votati |
| 4      | Linda           | Fedez   | Take Me to Church (Hozier)                                     | Meno Votati |
|        |                 |         |                                                                |             |
| Ordine | Cantante        | Giudice | Best Of - Canzoni                                              | Risultato   |
| 1      | Linda           | Fedez   | Coraline / Waves / Still Don't Know My Name                    |             |
| 2      | Tropea          | Ambra   | Luna / Insieme a te sto bene / Asilo "Republic"                | Meno Votati |
| 3      | Santi Francesi  | Rkomi   | Un ragazzo di strada / Ti voglio / Creep                       |             |
| 4      | Beatrice Quinta | Dargen  | Believe / Tutti i miei sbagli / Fiori rosa fiori di pesco      | Meno Votati |
|        |                 |         |                                                                |             |
| Ordine | Cantante        | Giudice | Inediti (Autori)                                               | Risultato   |
| 1      | Beatrice Quinta | Dargen  | Se$$o (B. Visconti, A. Debernardi, G. Nenna)                   | Seconda     |
| 2      | Linda           | Fedez   | Fiori sui balconi (Bnkr44, I. Sinigaglia)                      | Terza       |
| 3      | Santi Francesi  | Rkomi   | Non è così male (A. De Santis, M. Francese)                    | Vincitori   |
| 4      | Tropea          | Ambra   | Cringe Inferno (D. Finizio, C. Damiano, L. Pisoni, P. Selvini) | Quarti      |

## Ascolti
| Puntata              | Puntata              | Sky Uno/+1 e on demand | Sky Uno/+1 e on demand | Sky Uno/+1 e on demand | TV8               | TV8            | TV8   |
| Puntata              | Puntata              | Messa in onda          | Telespettatori         | Share                  | Messa in onda     | Telespettatori | Share |
| -------------------- | -------------------- | ---------------------- | ---------------------- | ---------------------- | ----------------- | -------------- | ----- |
| 1                    | Audizioni 1          | 15 settembre 2022      | 790 000                | 3,90%                  | 21 settembre 2022 | 732 000        | 4,50% |
| 2                    | Audizioni 2          | 22 settembre 2022      | 691 000                | 3,20%                  | 28 settembre 2022 | 558 000        | 3,30% |
| 3                    | Audizioni 3          | 29 settembre 2022      | 621 000                | 2,80%                  | 5 ottobre 2022    | 623 000        | 3,60% |
| 4                    | Bootcamp 1           | 6 ottobre 2022         | 602 000                | 2,40%                  | 12 ottobre 2022   | 447 000        | 2,70% |
| 5                    | Bootcamp 2           | 13 ottobre 2022        | 512 000                | 2,20%                  | 19 ottobre 2022   | 605 000        | 3,50% |
| 6                    | Last Call            | 20 ottobre 2022        | 582 000                | 2,70%                  | 26 ottobre 2022   | 594 000        | 3,50% |
| 7                    | Live 1               | 27 ottobre 2022        | 598 000                | 3,10%                  | 2 novembre 2022   | 436 000        | 3,00% |
| 8                    | Live 2               | 3 novembre 2022        | 640 000                | 3,10%                  | 9 novembre 2022   | 332 000        | 2,30% |
| 9                    | Live 3               | 10 novembre 2022       | 644 000                | 3,20%                  | 16 novembre 2022  | 370 000        | 2,50% |
| 10                   | Live 4               | 17 novembre 2022       | 560 000                | 2,80%                  | 23 novembre 2022  | 362 000        | 2,40% |
| 11                   | Live 5               | 24 novembre 2022       | 440 000                | 2,40%                  | 30 novembre 2022  | 383 000        | 2,30% |
| 12                   | Live 6 - Semifinale  | 1º dicembre 2022       | 622 000                | 3,10%                  | 7 dicembre 2022   | 516 000        | 3,40% |
| 13                   | Live 7 - Finale      | 8 dicembre 2022        | 790 000                | 4,90%                  | 8 dicembre 2022   | 772 000        | 5,20% |
| Media telespettatori | Media telespettatori | Media telespettatori   | 624 000                | 3,06%                  |                   | 517 700        | 3,24% |

*La finale viene trasmessa in diretta e in simulcast su Sky Uno e TV8.

**Le puntate che vanno dalla prima puntata di Audizioni fino alla semifinale vengono trasmesse in chiaro su TV8 a distanza di sei giorni dalla messa in onda su Sky Uno.

***Compresi gli ascolti di Sky Uno +1

### Speciali

#### The Road to X Factor
Il mercoledì sera su Sky Uno alle 21:15 dal 26 ottobre al 7 dicembre 2022 è andato in onda "The Road to X Factor" per raccontare e riassumere il percorso dei cantanti in gara, verso il live del giovedì sera.
| Puntata | Data             |
| ------- | ---------------- |
| 1       | 26 ottobre 2022  |
| 2       | 2 novembre 2022  |
| 3       | 9 novembre 2022  |
| 4       | 16 novembre 2022 |
| 5       | 23 novembre 2022 |
| 6       | 29 novembre 2022 |
| 7       | 7 dicembre 2022  |

## Ospiti
| Live | Ospiti                                                                                       |
| ---- | -------------------------------------------------------------------------------------------- |
| 1    | Elisa e Dardust                                                                              |
| 2    | Morgan                                                                                       |
| 3    | Yungblud e Sangiovanni                                                                       |
| 4    | Giorgia e Alessandro Cattelan                                                                |
| 5    | Lazza e Rosa Linn                                                                            |
| 6    | Tananai, Kae Tempest, Donatella Rettore, Morgan, Coma_Cose, Federico Zampaglione e Baustelle |
| 7    | Pinguini Tattici Nucleari e Meduza                                                           |